# Давыдов, Дмитрий Леонидович
Дми́трий Леони́дович Давы́дов (род. 22 февраля 1983, с. Амга, Якутская АССР, РСФСР, СССР) — российский режиссёр, сценарист и продюсер. Заслуженный деятель искусств Республики Саха (Якутия). Обладатель главного приза 31-го кинофестиваля Кинотавр.

## Биография
Родился в 1983 году селе Амга Якутской АССР, там же прошли его детство и юность. После окончания пединститута по специальности «Учитель начальных классов», работал в Чапчылганской средней школе имени Ф. Лобанова, пройдя путь от учителя начальных классов до директора.
Работая в школе, создал клуб для школьников, в котором он начал снимать видео, небольшие любительские ролики. В то время проявился интерес к кинематографу и желание заниматься кинематографом профессионально.
Пришёл в профессиональный кинематограф в первой половине 2010-х годов на фоне бума кинопроизводства (в том числе любительского) в Якутии.
Женат, имеет двоих детей.

## О творчестве
По мнению РИА Новости, «феномен режиссёра-дебютанта Дмитрия Давыдова впору изучать в кинематографических институтах». Его фильм «Костёр на ветру» стал победителем кинофестиваля «ImagineNATIVE» и лауреатом других международных кинофестивалей, журнал Esquire внёс эту работу режиссёра в число 33 лучших картин 2017 года. Фильм «Пугало» получил Гран-при фестиваля Кинотавр 2020, приз Гильдии киноведов и кинокритиков.
Известные кинокритики, анализируя стиль съёмок Давыдова, находят в его творчестве влияние Ф. Достоевского, А. Тарковского, А. Германа.
Как говорит режиссёр о своей работе:
Я рассказал о тех вещах, о которых хотел рассказать, и остался верен своим идеям…  Всегда лучше говорить о людях хороших, а не о плохих. У меня отец был как главный герой — справедливый, верил в то, что жить надо честно.

## Фильмография
| Год  | Фильм                                                                         | Режиссёр  | Сценарист | Продюсер  | Роль      | Примечания       |
| ---- | ----------------------------------------------------------------------------- | --------- | --------- | --------- | --------- | ---------------- |
|      | Кыыс Амма                                                                     | зелёная ✓ |           |           |           | документальный   |
| 2013 | Топор (якут. Сүгэ)                                                            | зелёная ✓ | зелёная ✓ |           |           |                  |
| 2014 | Беглый (якут. Күрүөйэх)                                                       |           |           |           | зелёная ✓ |                  |
| 2016 | Костёр на ветру                                                               | зелёная ✓ | зелёная ✓ |           |           |                  |
| 2018 | Девушка с сеном                                                               | зелёная ✓ | зелёная ✓ |           |           | короткометражный |
| 2019 | Нет бога кроме меня (якут. Ийэкээм)                                           | зелёная ✓ |           |           |           |                  |
| 2019 | Река                                                                          | зелёная ✓ | зелёная ✓ | зелёная ✓ |           | короткометражный |
| 2020 | Пугало                                                                        | зелёная ✓ | зелёная ✓ | зелёная ✓ |           |                  |
| 2021 | ЯКУТСКОЕ КИНО: как снять фильм за 1,5 миллиона рублей и победить на Кинотавре |           |           |           | зелёная ✓ | документальный   |
| 2021 | Ыт (якут. Ыт)                                                                 | зелёная ✓ |           |           |           |                  |
| 2022 | Молодость (якут. Эдэр саас)                                                   | зелёная ✓ | зелёная ✓ | зелёная ✓ |           |                  |
| 2022 | Нелегал                                                                       | зелёная ✓ | зелёная ✓ |           |           |                  |
| 2022 | Айта                                                                          |           |           |           | зелёная ✓ |                  |
| 2022 | Песни лета                                                                    | зелёная ✓ | зелёная ✓ | зелёная ✓ |           |                  |
| 2023 | Граница                                                                       | зелёная ✓ | зелёная ✓ |           |           |                  |
| 2024 | Белый пароход                                                                 |           |           | зелёная ✓ |           |                  |
| TBA  | Ловец мух                                                                     | зелёная ✓ |           |           |           |                  |

## Награды и достижения

### Государственные и муниципальные награды и звания
- Заслуженный деятель искусств Республики Саха (Якутия)[2]
- Почетный гражданин Амгинского улуса[9]

### Кинонаграды
- Гран-при Международного кинофестиваля ImagineNative в номинации «Best Feature Drama» за фильм «Костёр на ветру» (Торонто, Канада, 2016)[10]
- Приз за Лучшую режиссёрскую работу, спецприз Губернатора Омской области на V национальном фестивале «Движение» за фильм «Костёр на ветру» (Омск, 2017)[11]
- Приз за лучшую режиссуру на X Чебоксарском международном кинофестивале за фильм «Костёр на ветру» (2017)[12]
- Гран-при «Лучший фильм» за фильм «Костёр на ветру» на V Якутском международном кинофестивале (2017)
- «Главный приз» и «Приз имени Даниила Дондурея Гильдии киноведов и кинокритиков России» на 31-м открытом российском кинофестивале «Кинотавр» (фильм «Пугало», 2020)[3]
- «Гран-при» и «Лучшая режиссура» в международном конкурсе Международного фестиваля короткометражных фильмов «BAIQONYR International Short Film Festival» (фильм «Река», 2020)[13]
- «Приз зрительских симпатий за лучший российский фильм» на 18-м международном кинофестивале стран Азиатско-Тихоокеанского региона во Владивостоке «Меридианы Тихого» (фильм «Пугало», 2020)[14][15]
- Премия «Вера в кино» Международного кинофестиваля в Тромсё (TIFF) (фильм «Пугало», 2021)[16]
- Лучший режиссёр — национальная премия кинокритики и кинопрессы «Белый слон» в 2021 году за фильм «Пугало»[17]
- Специальный приз жюри 37 Варшавского международного кинофестиваля с формулировкой «За чистое кинематографическое видение повседневной жизни» (фильм «Ыт», 2021)[18]
- Лауреат первого фестиваля актуального российского кино «Маяк» в номинации «Лучшая работа режиссёра» за фильм «Чума» (2023)[19]
- Награда ФИПРЕССИ на кинофестивале goEast за фильм «Чума» (2024)[20]

### Кинономинации
- Номинация на премию «Ника» — «Лучшая режиссёрская работа» (фильм «Пугало», 2020)[21].

### Другое
- Член Азиатско-тихоокеанской киноакадемии (Asia Pacific Screen Academy) (2016)[12]
- Вошёл в список «100 людей, меняющих мир» в сфере кино издания Blueprint (2021)[22]